# Махнём на Луну!
 «Махнём на Луну!» (исп. Condorito: La Película) — полнометражный компьютерный мультфильм совместного производства Чили, Перу, Мексики и Аргентины, основанный на чилийский серии комиксов «Кондорито».
Фильм был впервые выпущен в Латинской Америке 12 октября 2017 года в форматах 2D и 3D, где стал кассовым успехом во многих странах региона.

## Сюжет
Беспёрый кондор Орлуша (в оригинале Кондорито) живёт в небольшом городке и является звездой местной футбольной команды. Орлуша влюблён в свою обворожительную девушку Лолиту, чьим отношениям мешает мать последней — Белладонна, и ещё опасается, что его любовь может украсть местный мажор Элвис, у которого хорошее расположение к семье Лолиты, и поэтому решился сделать Лолите предложение.
Однажды Орлуше и его племяннику Чики позвонил император Малоско, предводитель пришельцев-захватчиков, которые давным-давно пытались захватить Землю. Орлуша подумал, что это хитрый трюк интернет-провайдера и шутки ради Орлуша заключил с Малоско сделку — пришелец заберёт Белладонну на Луну а взамен Орлуша добудет амулет безграничной власти.
Тем временем у Белладонны день рождения, и она оказалась сильно расстроена подарками. И в этот момент её похищают пришельцы. Лолита узнала о том, что Орлуша был замешан в похищении её матери и сердится на него.
Главный герой мультфильма решил, во что бы то ни стало спасти Белладонну и вернуть расположение Лолиты. Чико выяснил, что Амулет безграничной власти находится в Катакомбах неминуемой гибели, и на следующей день они отправились в аэропорт. Так как денег на билет у них не было, то Орлуша прикинулся бортпроводником. Проникнув на самолёт, они вскоре поняли, что он летит на Аляску и им пришлось прыгать.
Тем временем на космическом корабле пришельцев император Малоско влюбился в Белладонну.
Орлуша и Чико прибыли к Катакомбам неминуемой гибели и там им удалось добраться до амулета. Орлуша отдал амулет, но Белладонну взамен не получил, поскольку Малоско уже успел полюбить её.
После того как амулет был отдан, Орлушу и Чики оказались схвачены секретной службой по защите Земли от инопланетян. Потом становится известно, что корабль Малоскианцев направляется к Земле. Единственный способ защитить человечество, это отправиться на корабль пришельцев и загрузить в их центральный процессор специальный вирус. Однако сделать это может только тот, у которого очень низкий уровень IQ, так как любой другой может быть подвержен влиянию Амулета безграничной власти. В итоге единственный кто может отправиться в тыл врага — это Орлуша.
Орлуша добирается до космического корабля и вставляет флэшку с вирусом, но перед тем как активировать вредоносный программный код, он должен ещё найти Белладонну.
Орлуша находит Белладону в тот момент, когда Малоско делает ей массаж. Он пытается её спасти, но женщина не хочет никуда уходить. В результате Орлушу ловят охранники. Малоско отправляется казнить кондора и в это время Белладонна узнает, что они летят к Земле с враждебными намерениями и поэтому спасает Орлушу.
Орлуша и Белладонна добрались до спасательных капсул в тот момент, когда все пришельцы поняли, что их корабль сейчас взорвется. Они в спешке начали покидать его и Орлуша с Белладонной тоже прыгнули в капсулу. Вот только далеко улететь на ней у них не получилось, так как пришельцы сбили её из внешних орудий корабля. В последний момент Орлуша успел пустить Белладонну в свой скафандр и они оба выжили. Тут же появился и шатл. Чики открыл люк, чтобы принять дядю и Белладонну, но в этот момент шатл взорвал Малоско, который летел за беглецами в своем личном космическом корабле. Чики выжил и смог проникнуть на корабль Малоско. Вскоре они все вместе летели к Земле.
Корабль пришельцев приземлился в родном городке Орлуши и Малоско был пойман агентами секретной службы. Спустя время состоялось торжественное открытие детского дома, который был построен на деньги Элвиса. Он сделал это только под влиянием амулета. А в самом конце мультфильма Орлуша вернул амулет своему предку.